# گلزار احمد
گلزار احمد (اردو: گلزار احمد؛ زادهٔ ۲ فوریهٔ ۱۹۵۷) قاضی اهل پاکستان است. وی در سال ۲۰۱۹ توسط عارف علوی به عنوان قاضی ارشد پاکستان انتخاب شد.  او در تاریخ  ۱ فوریه ۲۰۲۲ از مقام خود بازنشسته شده بود. او در پی بحران سیاسی در پاکستان به عنوان کاندید نخست وزیری معرفی شد. 